# 春野寿美礼
春野 寿美礼（はるの すみれ、12月15日 - ）は、日本の女優。元宝塚歌劇団花組トップスター。
東京都狛江市出身。梅田芸術劇場と専属契約でタレント・女優活動をしている。
公称身長168cm、血液型AB型、愛称おさ。
芸名は万葉集の山部赤人の歌、「春の野の すみれ摘みにと こしわれそ 野を懐かしみ 一夜寝にける」から名付けられた。

## 略歴
1991年、第77期生として宝塚歌劇団に入団。月組公演『ベルサイユのばら』で初舞台。花組に配属される。
1994年、東京公演『ブラック・ジャック 危険な賭け』新人公演で準主役に抜擢される。1996年、『ハウ・トゥー・サクシード』新人公演第2部で初主演。1997年、『失われた楽園』と『ザッツ・レビュー』で新人公演主演を務める。1999年、『冬物語』でバウホール初主演。この公演は好評に伴い2000年3月バウホールと日本青年会館で再演された。
2001年12月、愛華みれの退団に伴い三井住友VISAカードのイメージキャラクターを退団まで務める。2002年、『琥珀色の雨にぬれて/Cocktail』の東京公演ではトップスター匠ひびき休演のため、代役として主演を全日程で務める。匠の退団に伴い、博多座公演『あかねさす紫の花/Cocktail』（中大兄皇子役）から花組トップスターに就任。平成以降入団で初のトップスター誕生でもあった。宝塚大劇場でのお披露目は『エリザベート』（トート役）となった。新専科発足以後、初の組替え経験のない生え抜きトップだった。
相手役は当初大鳥れいが務め、その後ふづき美世、桜乃彩音と交代した。2004年『La Esperanza-いつか叶う-』の演技によって文化庁芸術祭新人賞（演劇・関東参加公演の部）を受賞。2007年、世界陸上の開会式で君が代を歌った。同年12月24日、『アデュー・マルセイユ/ラブ・シンフォニー』の東京公演千秋楽をもって退団。なお、平成入団のトップスターでは春野は最長在任であったが、2015年に退団した柚希礼音がその記録を更新した。
退団後は歌手・女優として舞台を中心に活動している。2009年6月、結婚を発表。
2016年、『グランドホテル』と『貴婦人の訪問』を降板。同年5月7日、双子の妊娠が報じられ、7月13日、双子の女児を出産。

## 人物
- 宝塚歌劇団時代は元月組トップスターの瀬奈じゅんと二人で「オサあさ（春野・瀬奈の愛称）コンビ」と呼ばれていた[21]。二人について宝塚歌劇100年史(人物編)には「公私に渡るパートナー」[22]「男役同士の名コンビぶりが花組を大人気組に押し上げた」[22]と記されている。
- 宝塚歌劇団退団前後、長年の宝塚歌劇団生活で自身の本名の部分がおざなりになっているように感じ、舞台ではなく普通の生活から学びたいと真剣に考えて[23]「（退団後は）スーパーでレジを打つ仕事をしてみたい」と発言していた[24]。

## 宝塚歌劇団時代の主な舞台

### 花組時代
- 1991年『ベルサイユのばら』（月組）＊初舞台[4]
- 1991年『ヴェネチアの紋章』／『ジャンクション24』[4]
- 1992年『白扇花集』／『スパルタカス』[4]
- 1992年『けれど夢の中でめざめたときに』（宝塚バウホール）[4]
- 1992年『心の旅路』／『ファンシー・タッチ』[4]
- 1992年『フラワー・ドラム・ソング』（宝塚バウホール）[4]
- 1993年『メランコリック・ジゴロ』／『ラ・ノーバ！』[4]
- 1993年『ル・グラン・モーヌ』（宝塚バウホール）[4]
- 1993年『ベイ・シティ・ブルース』／『イッツ・ア・ラブストーリー』[4]
- 1993年『ワン・タッチ・オブ・ヴィーナス』（宝塚バウホール・天王洲アートスフィア） [4]
- 1994年『サラン・愛』趙翼元（宝塚バウホール）[4]
- 1994年『ブラック・ジャック 危険な賭け』宝塚：記者・群衆（新人公演：空港職員）、東京：コロス・空港職員（新人公演：ケイン）／『火の鳥』[4]
- 1994年『たけくらべ』（日本青年館）[4]
- 1994年『冬の嵐』（新人公演：スーリン）／『ハイパーステージ』[4]
- 1994年　紫吹淳の『エスプリコンサート・ファンシーブルー』に出演 [4]
- 1995年『哀しみのコルドバ』ゴンザーロ（新人公演：ビセント）／『メガ・ヴィジョン』[4]
- 1995年『エデンの東』英国調達官（新人公演：アブラハム）／『ダンディズム!』[4]
- 1995年『チャンピオン!』ベニート（宝塚バウホール、日本青年館）[4]
- 1996年『花は花なり』若衆・鼠／『ハイペリオン』（新人公演：エリック、タンゴの女、ヤングブルーの男）[4]
- 1996年『ハリケーン』リカルド（宝塚バウホール）、ジョージ（日本青年館、愛知厚生年金会館）[4]
- 1996年『ハウ・トゥー・サクシード』ジョンソン（新人公演：フィンチ(2部のみ)）[4]
- 1996年『香港夜想曲』レオン（宝塚バウホール）[4]
- 1997年『失われた楽園』ピーター（新人公演：アーサー）／『サザンクロス・レビュー』[4]
- 1997年『風と共に去りぬ』ルネ（全国ツアー）[4]
- 1997年『アデュー東京宝塚劇場』出演[4]
- 1997年『ザッツ・レビュー』松本（新人公演：春風泰平）[4]
- 1997年　愛華みれ『ディナーショー・PURE LOVE』出演[4]
- 1997年『ブルー・スワン』ベルナルド（宝塚バウホール、日本青年館、愛知県芸術劇場）[4]
- 1998年『ヴェロニック』コクナール（宝塚バウホール、日本青年館）[4]
- 1998年『SPEAK EASY』ブラッドレー／『スナイパー』[4]
- 1998年『宝塚パリ祭』出演[4]
- 1998年『春ふたたび』三郎次／『サザンクロス・レビュー』（全国ツアー）[4]
- 1999年『夜明けの序曲』津坂幸一郎・岡本綺堂・エトワール[4]
- 1999年『冬物語』中村富五郎・十六夜（宝塚バウホール）＊バウホール初主演作[4]
- 1999年『Endless Love』チャールズ（愛知厚生年金会館・日本青年館）[4]
- 1999年『タンゴ・アルゼンチーノ』マイク／『ザ・レビュー'99』タンゴの男・愛の鳥[4]
- 2000年『冬物語』再演 ＊主演[4]
- 2000年『源氏物語 あさきゆめみし』刻の霊／『ザ・ビューティーズ!』[4]
- 2000年『SUMIRE 2000〜メタモルフォーゼス〜』　＊初ディナーショー[4]
- 2000年『宝塚舞踊会』[4]
- 2000年『ルートヴィヒ2世』ホルニヒ／『ASIAN SUNRISE』[4]
- 2001年『源氏物語 あさきゆめみし』刻の霊／『ザ・ビューティーズ!』（全国ツアー）[4]
- 2001年『ミケランジェロ』ラファエロ／『VIVA!』アルティスト[4]
- 2001年『カナリア』ラブロー、ジュール（シアタードラマシティ、ル・テアトル銀座）[4]
- 2002年『琥珀色の雨にぬれて』宝塚：ルイ、東京：クロード（代役）／『Cocktail』[4]

### 花組トップ時代
- 2002年『あかねさす紫の花』中大兄皇子／『Cocktail』（博多座）[4]
- 2002年『エリザベート』トート[4]
- 2002年 ディナーショー『S（es）』[4]
- 2003年『不滅の棘』エロール・マックスウェル、エリイ・マック・グレゴル、エリイ・マクロプロス（シアタードラマシティ、赤坂ACTシアター）[4]
- 2003年『野風の笛』花井主水正義雄／『レヴュー誕生』[4]
- 2003年『琥珀色の雨にぬれて』クロード・ドゥ・ベルナール公爵／『Cocktail』（全国ツアー）[4]
- 2004年『天使の季節』ギスターブ、ペスカトーレ国王／『アプローズ・TAKARAZUA!』[4]
- 2004年『ジャワの踊り子』アディナン（全国ツアー）[4]
- 2004年『La Esperanza-いつか叶う-』カルロス／『TAKARAZUKA舞夢!』[4]
- 2004年『天の鼓』井頭虹人（シアタードラマシティ・日本青年館）[4]
- 2005年『マラケシュ・紅の墓標』リュドヴィーク／『エンター・ザ・レビュー』[4]
- 2005年『マラケシュ・紅の墓標』リュドヴィーク ／『エンター・ザ・レビュー』（博多座）[4]
- 2005年 春野寿美礼イン・コンサート『I got music』（梅田芸術劇場、昭和女子大学・人見記念講堂）[4]
- 2005年『落陽のパレルモ』ヴィットリオ・ロッシ／『ASIAN WINDS! ーアジアの風ー』[4]
- 2006年『Appartement Cinema』ウルフ（シアタードラマシティ、日本青年館、愛知厚生年金会館）[4]
- 2006年『ファントム』ファントム（エリック）[4]
- 2006年『うたかたの恋』ルドルフ／『エンター・ザ・レビュー』（全国ツアー） [4]
- 2007年 『明智小五郎の事件簿　－黒蜥蜴－』明智小五郎／『TUXEDO JAZZ』[4]
- 2007年 ディナーショー『etude』[4]
- 2007年『源氏物語 あさきゆめみし II』光源氏（梅田芸術劇場）[4]
- 2007年『アデュー・マルセイユ』ジェラール／『ラブ・シンフォニー』[4]

## 宝塚歌劇団退団後の主な活動
※主演作品は太字表記

### 舞台
- 2009年2月-3月、ミュージカル『マルグリット』（TBS赤坂ACTシアター、梅田芸術劇場、日生劇場）- マルグリット 役[4]
- 2010年1月、ミュージカル『ファニーガール』（TBS赤坂ACTシアター、梅田芸術劇場） - ファニー・ブライス 役[4]
- 2011年1月、『DREAM TRAIL 〜宝塚伝説〜』（青山劇場、梅田芸術劇場）[4]
- 2011年12月-2012年1月、ミュージカル『ア・ソング・フォー・ユー』（新国立劇場、中日劇場、兵庫県立芸術文化センター、金沢歌劇座）[25]
- 2012年5月-9月、ミュージカル『エリザベート』（帝国劇場、博多座、中日劇場、梅田芸術劇場） -  エリザベート 役 ＊瀬奈じゅんとWキャスト[4]
- 『エリザベート　スペシャルガラコンサート』- トート 役
  - 2012年11月-12月、『エリザベート　スペシャルガラコンサート』（東急シアターオーブ、梅田芸術劇場）[4]
  - 2016年12月-2017年1月、『エリザベート TAKARAZUKA20周年 スペシャル・ガラ・コンサート』（梅田芸術劇場、Bunkamuraオーチャードホール）[26]
  - 2021年4月-5月、『エリザベート TAKARAZUKA25周年 スペシャル・ガラ・コンサート』（梅田芸術劇場、東急シアターオーブ）[27]
- 2014年12月、『モーツァルト!』（帝国劇場）- ヴァルトシュテッテン男爵夫人 役[28] ＊香寿たつきとWキャスト
- 2015年8月、『貴婦人の訪問』（シアタークリエ）- マチルデ 役[28]
- ミュージカル『ロミオ＆ジュリエット』 - キャピュレット夫人 役
  - 2019年2月-4月、（東京国際フォーラム、刈谷市総合文化センター、梅田芸術劇場）[29]
  - 2021年5月-7月、（TBS赤坂ACTシアター、梅田芸術劇場、愛知県芸術劇場）[30]
- ミュージカル『ドン・ジュアン』- イザベル 役
  - 2019年8月-10月、（TBS赤坂ACTシアター、刈谷市総合文化センター）[31]
  - 2021年10月-11月、（梅田芸術劇場、TBS赤坂ACTシアター）[32]
- 恋を読む『逃げるは恥だが役に立つ』 - 土屋百合 役
  - 2019年12月、（名古屋市芸術創造センター）[28]
  - 2021年8月、（シアタークリエ）[33]
- ミュージカル『ハウ・トゥー・サクシード』 - ミス・ジョーンズ 役
  - 2020年9月-10月、（東急シアターオーブ、オリックス劇場）[34]
  - 2021年11月-12月、（東急シアターオーブ、オリックス劇場）[35]
- 2020年11月-12月、ミュージカル『NINE』（TBS赤坂ACTシアター、梅田芸術劇場） - 母 役[36]
- ミュージカル『キャッチ・ミー・イフ・ユー・キャン』 - ポーラ・アバグネイル 役
  - 2022年8月-9月、（東京国際フォーラム、オリックス劇場）[37]
  - 2024年8月-9月、（東京国際フォーラム、オリックス劇場）[38]
- 2023年3月-4月、ミュージカル 『ジェーン・エア』（東京芸術劇場、シアター・ドラマシティ） - ミセス・リード／ レディ・イングラム 役 [39]
- 2023年11月-12月、ミュージカル『シェルブールの雨傘」（新橋演舞場、大阪松竹座、広島文化学園HBGホール） - エムリ夫人 役 [40]
- 2024年4月-5月、ミュージカル『CROSS ROAD〜悪魔のヴァイオリニスト パガニーニ〜』（シアタークリエ、新歌舞伎座、博多座）- テレーザ 役[41]
- 2025年1月-2月、ミュージカル『ラブ・ネバー・ダイ』（日生劇場） - マダム・ジリー 役[42]

### コンサート
- 2008年 ファーストコンサート『My Heart』（青山劇場、梅田芸術劇場）[4]
- 2009年8月 - 9月『春野寿美礼ソロ・コンサート09男と女』（青山劇場、梅田芸術劇場）[4]
- 2010年9月 コンサート『春野寿美礼 meets image オーケストラ』（サントリーホール、梅田芸術劇場）[4]
- 2011年4月 春野寿美礼ライブ『2011 春のライブ 1st! at Billboard Live』（Billboard Tokyo、Billboard Osaka）[4]
- 2013年 『2013 春のライブ 2nd』（ビルボード東京）[4]
- 2014年9月 『春野寿美礼コンサート ＜S・mile＞』[28]（天王洲銀河劇場・宝塚バウホール）
- 2015年4月『春野寿美礼 2015春のライブ3rd at Billboard Live』（ビルボードライブ大阪・ビルボードライブ東京）[43]
- 2021年1月『春野寿美礼 2021春のライブ4th at Billboard Live』（ビルボードライブ大阪・ビルボードライブ東京）[44]

### その他
- 2008年 春野寿美礼トークショー（東京會舘、リーガロイヤルホテル大阪）[4]
- 2008年 ディナーショー『セレブレーション』（グランドプリンスホテル新高輪(飛天)、ホテル阪急インターナショナル(紫苑)）[4]
- 2009年 元気プロジェクト2009 春野寿美礼『ANGEL OF MUSIC』（ホテル グランパシフィック LE DAIBA(パレロワイヤル)）[4]
- 2010年 元気プロジェクト2010『20th Anniversary Live』（ホテル グランパシフィック LE DAIBA(パレロワイヤル)） [4]
- 2010年11月 コンサート『没後30th 越路吹雪 トリビュートコンサート』（中野サンプラザ）[4]
- 2011年5月『没後30th 越路吹雪 トリビュートコンサート』（神戸国際会館こくさいホール） [4]
- 2011年6月『第2回 阪急ゆめ・まち 親子チャリティコンサート』ナビゲーター（梅田芸術劇場メインホール） [4]
- 2011年7月 トークショー『七夕プレミアムトーク』（梅田芸術劇場大ホール）[4]
- 2011年 With K、Aran、Sumire Notes合同イベント『チーム77チャリティートーク』（梅田芸術劇場・ドラマシティー、日本青年館） [4]
- 2011年8月 東日本大震災復興支援チャリティー公演『朗読劇 星の牧場』イベント出演（日本青年館、梅田芸術劇場）[4]
- 2011年 ホテルニューグランドタワー20周年記念イベント『Haruno At The Grand〜ライブ、トーク&グルメ〜』（横浜ホテルニューグランド）[4]
- 2011年9月 コンサート『関西フィルハーモニー管弦楽団 UMEDA演奏会 with 春野寿美礼』（梅田芸術劇場）[4]
- 2014年8月 『越路吹雪生誕90年記念コンセール〜想い出のヤマハホールにて〜』（ヤマハホール）[28]
- 2022年4月 - 5月『春野寿美礼 TALK&LIVE 2022』（宝塚ホテル・第一ホテル東京）[45]

## 書籍

### 写真集
- 宝塚パーソナルブックI VOL.2春野寿美礼（阪急電鉄 ／阪急コミュニケーション　2001年10月25日）
- 春野寿美礼写真集　Something cross（阪急電鉄 ／阪急コミュニケーション　2004年9月10日）
- 春野寿美礼サヨナラ写真集　「MOMENT」 （阪急電鉄 ／阪急コミュニケーション　2007年10月12日）
- ANUHEA―春野寿美礼写真集 （日本文芸社 2008年12月）

### エッセイ
- 歌の贈り物 （朝日新聞出版、2009年3月6日）

## ディスコグラフィ

### シングル
- 「前山にて／行かないで NE ME QUITTE PAS」（Epic Records ESCL-3252 2009年7月22日）
- 「黄昏に傷ついて」（Victor Entertainment VICL-37152 2016年10月5日）[46]

### アルバム
- 男と女 Un homme et une femme（Epic Records、ESCL-3251 2009年8月12日）
- ミュージカル「マルグリット」日本公演 オリジナルキャスト ライブ盤 （WHDエンタテインメント 2009年7月29日）
- Chopin et Sand -男と女-（Epic Records、ESCL-3495 2010年7月28日）
- “まれ”のケーキ「ジュテーム・モワ・ノン・プリュ」（ソニー・ミュージックダイレクト、2015年8月26日発売、MHCL-2554） - 連続テレビ小説『まれ』とのコラボ仕様
- 想〜スミレノーツ〜（Victor Entertainment、VICL-64674 2016年12月14日）

### ゲスト参加
- 「今ここで with 春野寿美礼 （『マルグリッド』より）田代万里生『Mario Tashiro I am here 〜Musical selection〜』（2014年10月29日発売）
- 「瞳をとじて」『麗人 REINJIN』（2015年1月21日発売）[47]
- 「ジュテムレ」「群衆」『越路吹雪に捧ぐ』（2016年12月21日発売）[48]

### タイアップ
- ジュ・テーム・モワ・ノン・プリュ（アルバム「男と女 Un homme et une femme」収録） - 連続テレビ小説『まれ』劇中歌（2015年）[49]